# Скандијано
Скандијано (итал. Scandiano) је насеље у Италији у округу Ређо Емилија, региону Емилија-Ромања.
Према процени из 2011. у насељу је живело 11010 становника. Насеље се налази на надморској висини од 95 м.

## Становништво
Према резултатима пописа становништва 2011. у општини је живело 24.792 становника.
| 1931.  | 1936.  | 1951.  | 1961.  | 1971.  | 1981.  | 1991.  | 2001.  | 2011.  |
| ------ | ------ | ------ | ------ | ------ | ------ | ------ | ------ | ------ |
| 13.781 | 13.080 | 13.869 | 14.088 | 17.048 | 21.512 | 21.908 | 22.839 | 24.792 |

## Партнерски градови
- Алманса
- Бланско
- Tubize